# 10 år med Kim & Hallo
10 år med Kim & Hallo er et Kim & Hallo-album, som udkom i 2000.

## Nummerliste
1. Jeg har en ven (D.Broqvist/S.Gustavsson/Torben Eschen)
2. Mona Lisa (J.Andersson/L.Dahlberg/Torben Eschen)
3. Frimærkesprog (Søren Bundgaard/Bjarne Lisby)
4. Drømmeland (Søren Bundgaard/Keld Heick)
5. Hvorfor spør´ du alltid? (Bjørn & Johnny Hansen/Keld Heick)
6. Dig vil jeg elske al min tid (Mona Gustavsson/Kim harring)
7. Det er weekend (Kim Harring/Jørgen de Mylius)
8. Glimt i dit øyne (Leon landgren/Georg Buschor/Fini)
9. Wiggen (Trad.)
10. I morgen vil jeg ringe (Kim Harring/Keld Dons)
11. Hva´ har du tænkt dig? (Keld Dons/Hilda & Keld Heick)
12. Over sø og land (S.Nilsson/Keith Almgren/Fini)
13. Puslespil (Kim Harring/Hilda & Keld Heick)
14. Tak for Hver en dag (P.Sahlin/Torben Eschen)
15. Vindens hvisken (Hans Jerner/Torben Eschen)
16. Du ligner din mor (Walter Gerke/Mick Hannes/Jacob Jonia)
17. Det´ sommer, det´ sommer (Trad./Fini)
18. Endnu en sang (Søren Bundgaard/Dan Adamsen)
19. Samme tid på søndag (Søren Bundgaard/Held Heick)
20. Ta´ og luk mig ind (Keld Dons/Hilda & Keld Heick)
21. Dag og nat (Kim Harring/Hilda & Keld Heick)
22. En dans med dig (P.Grundstrøm/Kim Harring)
23. Ring til mig (Keld Dons)
24. I mange, mange tusinde år (Staffan Ehrling/Kerstin Lindin-Kim Harring)
25. De nære ting (Kurt Foss/Reidar Bøe/Aase Sjødubøl-Krogh)